# 在榕树的阴影下
《在榕树的阴影下》（英語：In the Shadow of the Banyan）是一本2012年出版的小说，作者是柬埔寨裔美国人瓦戴·拉特纳。该书主要基于作者在紅色高棉统治下柬埔寨的生活经历。

## 情节
在小说中，7岁的拉米经历了紅色高棉的统治和柬埔寨內戰。作为前皇室成员，她的父亲面临着生命危险，一家人在战争中应对饥饿、残酷的强迫劳动、死亡和生存。

## 获奖情况
本书入围了2013年海明威奖的最终名单，并获得了2013年年度独立人士选择奖。